# Rulikówka
Rulikówka (prononciation : [ruliˈkufka]) est un village polonais de la gmina de Mircze dans le powiat de Hrubieszów de la voïvodie de Lublin dans l'est de la Pologne, à la frontière avec l'Ukraine.

## Histoire
Au cours de la Seconde Guerre mondiale, le 10 février 1940, le village a été saisi par l'URSS, avec le reste de la Pologne orientale lors de l'invasion soviétique de la Pologne. Le village a été évacué par la force; ses anciens habitants amenés par train à Arkhangelsk, en Sibérie.

Elle a été occupée par l'Allemagne nazie en 1941. L'URSS a reconquis la région en 1944.
De 1975 à 1998, le village est attaché administrativement à la voïvodie de Zamość.

Depuis 1999, il fait partie de la voïvodie de Lublin.